# 巴塔瓦河
43°22′35″N 27°54′3″E / 43.37639°N 27.90083°E
巴塔瓦河是保加利亞的河流，位於該國東北部巴爾幹半島，河道全長39公里，流域面積339平方公里，最終注入黑海，該河受輕微至中度污染。